# Municipio El Salto
Koordinaten: 20° 31′ N, 103° 12′ W
El Salto ist ein Municipio im mexikanischen Bundesstaat Jalisco, das sich über 41,5 km² erstreckt und rund 1.500 Meter über dem Meeresspiegel liegt. Bei der letzten Erhebung hatte es 138.226 Einwohner (Zensus 2010).
Verwaltungssitz des Municipios ist das gleichnamige El Salto, einwohnerreichster Ort ist hingegen Las Pintitas.

## Lage
El Salto befindet sich im Bundesstaat Jalisco, rund 20 km südöstlich des Zentrums von Guadalajara, der Hauptstadt des Bundesstaates. El Salto grenzt an die Gemeinden Tlaquepaque, Tonalá, Tlajomulco de Zúñiga und Juanacatlán.

## Geschichte
Zunächst gab es auf dem Gebiet der heutigen Gemeinde nur die Hazienda Jesús María mit ihren Siedlern, José María Bermejillo und seiner Frau Dolores Negrete.
Um das Jahr 1818 wurde eine Zuckermühle eröffnet. Im Laufe des 19. Jahrhunderts folgten einige Fabriken, die den Charakter der Gegend veränderten und für das Entstehen einer Siedlung sorgten.
Eine 1893 eröffnete Elektrizitätsfirma nutzte den zwanzig Meter hohen und anderthalb Meter breiten Wasserfall (El Salto de Juanacatlán), der der Siedlung ihren Namen gab.
Drei Jahre später wurde am 17. Mai 1896 mit französischem Kapital die Spinnereifabrik Compañía Industrial Manufacturera, S.A. eröffnet.
Am 27. Oktober 1901 wurde eine Brücke über den Río Grande de Santiago eröffnet, durch die El Salto mit dem damaligen Gemeindesitz Juanacatlán verbunden war. Denn bis 1943 war das damalige El Salto de Juanacatlán noch ein Bestandteil der heutigen Nachbargemeinde Juanacatlán und wurde erst mit dem am 25. Dezember 1943 veröffentlichten Dekret Nummer 4927 in den Rang einer eigenständigen Gemeinde erhoben, die fortan den Namen El Salto trug.
1985 eröffnete die Honda de México S.A. de C.V. ihren Unternehmenssitz in El Salto.

## Sport
El Salto beherbergt unter anderem 2 regional bedeutsame Fußballvereine, die stets den Amateurstatus beibehalten haben: den Club Deportivo Río Grande, der in der bis 1943 währenden Amateurepoche zeitweise in der Liga de Occidente vertreten war und sich auf Augenhöhe in Punktspielen mit den großen Vereinen aus der benachbarten Großstadt Guadalajara messen konnte, sowie den Club Deportivo Corona, bei dem Spieler wie Pablo González Saldaña und Ernesto „Burro“ Sánchez ihre Ausbildung erhalten hatten.
Gemäß den offiziellen Daten wurde der Club Deportivo Corona bereits am 20. Oktober 1916 gegründet und wäre somit älter als der am 2. August 1918 gegründete Club Deportivo Río Grande. Diese Zahlen werden jedoch vom städtischen Chronisten Manuel Salas angezweifelt, nach dessen Recherche Río Grande der erste Verein der Gemeinde gewesen sei.

## Söhne und Töchter von El Salto
- Prudencio Cortés (* 1951), mexikanischer Fußballspieler
- Luis Estrada (* 1948), mexikanischer Fußballspieler
- Guillermo Flores (1924–2001), mexikanischer Fußballspieler
- Adolfo González Saldaña (1928–1975), mexikanischer Fußballspieler
- Pablo González Saldaña (1915–1994), mexikanischer Fußballspieler
- José Gutiérrez Barajas (* 1923), mexikanischer Fußballspieler
- José Gutiérrez Fernández (1958–2017), mexikanischer Fußballspieler
- Mike Laure (1937–2000), mexikanischer Musiker
- Pachuco López, mexikanischer Fußballspieler
- Luis Luna († 2012), mexikanischer Fußballspieler
- Francisco Mendoza (* 1985), mexikanischer Fußballspieler
- Jesús Prado (* 1946), mexikanischer Fußballspieler
- Francisco Silva Jiménez (1923–2004), mexikanischer Fußballspieler
- Félix Valadez (1918–2006), mexikanischer Fußballtorhüter